# Belgijska književnost
Belgija je višejezična zemlja, i stoga se belgijska književnost deli u dve glavne jezičke grane koje prate dva najistaknutija jezika u zemlji - holandski i francuski. Nemački je treći jezik u Belgiji i njime govori mala zajednica od oko 70.000 nemačkih govornika iz belgijske zajednice koja se graniči sa Nemačkom.
Postoji i deo literature na regionalnim jezicima Belgije, s objavljenim delima na valonskom jeziku koji je povezan sa francuskim, a takođe i na različitim regionalnim flamanskim ili holandskim dijalektima.

## Flamanska književnost
U najranijim fazama holandskog jezika, bio je prisutan znatan stepen uzajamne razumljivosti sa nekim (onim što sada nazivamo) nemačkim dijalektima, a neki fragmenti i autori se pripisuju u obe oblasti. Primeri uključuju pesnika iz 12. veka Hendrika van Veldeka, koga smatrau svojim holandska i nemačka književnost.
U prvim fazama flamanske književnosti, poezija je bila preovlađujući oblik književnog izražavanja. U niskim zemljama kao i u ostatku Evrope, dvorska romansa i poezija su bili popularni žanrovi tokom srednjeg veka. Jedan takav Minesanger bio je pomenuti Van Veldeke. Viteški ep je takođe bio popularan žanr, često u kontekstu kralja Artura ili Karla (Karela) kao glavnih protagonista (sa značajnim primerom Karel ende Elegast, holandski za „Karlo Veliki i vilenjak/vilenjak-gost“).
Hendrik van Veldeke 
Prvi pisac na holandskom jeziku poznat po imenu je pesnik iz okruga Loon iz 12. veka Hendrik van Veldeke, rani savremenik Valtera fon der Vogelvajda. Van Veldeke je pisao dvorsku ljubavnu poeziju, hagiografiju Svetog Servatija i epsko prepričavanje Eneide na limburškom dijalektu koji se nalazi na granici holandsko-nemačkog jezika.
Brojna sačuvana epska dela, posebno dvorske romanse, bile su kopije ili proširenja ranijih nemačkih ili francuskih napora, ali postoje primeri zaista originalnih dela (kao što je anonimno napisan Karel ende Elegast) i originalnih dela na holandskom jeziku koja su prevedena na druge jezike (znamenita holandska moralna drama Elckerlijc je bila osnova za englesku dramu Evriman).
Osim drevnih priča ugrađenih u holandske narodne pesme, do nas nisu došle gotovo nikakve prave narodne priče holandske antike, i jedva da ima odjeka germanskog mita. S druge strane, sage o Karlu Velikom i Arturu pojavljuju se odmah u srednjeholandskim oblicima. Ovo su očigledno uveli lutajući minstrelministranti i prevedene su da bi zadovoljili radoznalost plemićkih žena. Retko kada je ime takvog prevodioca dospelo do nas. Rolandova šansona je prevedena negde u dvanaestom veku, a flamanski ministrant Diderik van Asened je završio svoju verziju Florisa i Blanšflora kao Floris ende Blancefloer oko 1260. godine.
Čini se da su legende o Arturu u Flandriju doneli neki flamanski kolonisti u Velsu, po povratku u svoju matičnu zemlju. Oko 1250. brabantinski minstrel je preveo prozu Lanselota po komandi svog gospodara, Lodevijka van Velthema. Ova adaptacija, poznata kao Lancelot-Compilatie, sadrži mnoge razlike od francuskog originala i uključuje niz epizoda koje su verovatno prvobitno bile odvojene romanse. Neke od njih su sami prevodi francuskih originala, ali druge, kao što je Morien, izgleda da su originali. Govena su Penin i Vostart preveli kao Roman van Valevin pre 1260. godine, dok se prvi potpuno originalni holandski epski pisac, Jakob van Merlant, oko 1260. bavio sa nekoliko romansi koje govore o Merlinu i Svetom gralu.

## Belgijska književnost u Valoniji
Književna dela su u Valoniji štampana od 16. veka, ili bar od početka 17. veka. Njihovo zlatno doba bilo je u 19. veku: „Taj period je osvedočio procvat valonske književnosti, prevashodno drame i pesme, i osnovano je mnoštvo pozorišta i periodičnih publikacija“. Iv Kerijo je izbrojao 4800 drama tokom 1860–1914, objavljenih ili ne. U ovom periodu predstave su bile gotovo jedini popularni šou u Valoniji. Ovo pozorište je i dalje popularno u današnjoj Valoniji. Pozorište i dalje cveta sa preko 200 neprofesionalnih kompanija koje igraju u gradovima i selima Valonije za publiku od preko 200.000 svake godine. Žak Ansjon je želeo da razvije regularnu odraslu publiku. Ova regionalna literatura najčešće se bavi lokalnim folklorom i drevnim tradicijama, a najistaknutiji valonski autor je Artur Mason.

## Napomene
1. ↑  Dutch, French and German are legally the three official languages in Belgium, see: Belgium, European Union
2. ↑  And therefore usually discussed under French and Dutch literature

## Literatura
- „Centre d'Histoire de la littérature belge en langue française” (на језику: француски). www.ulb.ac.be. Архивирано из оригинала 1. 3. 2012. г. Приступљено 11. 11. 2012.
- „Museum of the Flemish literature” (на језику: холандски). Het Letterenhuis. Архивирано из оригинала 19. 7. 2012. г. Приступљено 11. 11. 2012.
- Dierick, Charles (2000). Het Belgisch Centrum van het Beeldverhaal (на језику: Dutch). Brussels: Dexia Bank / La Renaissance du Livre. ISBN 2-8046-0449-7.
- De Laet, Danny; Varende, Yves (1979). De Zevende Kunst Voorbij. Geschiedenis van het Beeldverhaal in België (на језику: Dutch). Brussels: Dienst Voorlichting der Diplomatieke posten van het Ministerie van Buitenlandse Zaken.
- Brereton, Geoffrey (1976). A short history of French literature. Penguin Books.
- Burgwinkle, William, Nicholas Hammond, and Emma Wilson, eds (2011). The Cambridge history of French literature. Cambridge University Press.
- Cobb, Richard, Promenades: a historian's appreciation of modern French literature (Oxford University Press, 1980)
- Harvey, Paul, and Janet E. Heseltine, eds (1961). The Oxford companion to French literature. Clarendon Press.
- Denis Hollier, ed. A New History of French Literature, Harvard University Press, 1989, 1150 pp.
- France, Peter. The New Oxford Companion to Literature in French, (Oxford University Press, 1995), 926 pp.,  0-19-866125-8
- Kay, Sarah, Terence Cave, Malcolm Bowie (2006). A Short History of French Literature. Oxford University Press., 356 pp.,  0-19-929118-7
- Reid, Joyce M.H. The concise Oxford dictionary of French literature (Oxford UP, 1976)
- Sapiro, Gisèle. The French Writers’ War 1940-1953 (1999; English edition 2014); highly influential study of intellectuals in the French Resistance online review
- Nieuwenhuys, Rob Mirror of the Indies: A History of Dutch Colonial Literature - translated from Dutch by E. M. Beekman (Publisher: Periplus, 1999)
- Beekman E.M. Fugitive dreams: an anthology of Dutch colonial literature (Publisher: University of Massachusetts Press, Amherst, 1988)  0-87023-575-3
- David A. Wells, The "Central Franconian Rhyming Bible" ("Mittelfränkische Reimbibel"): An early-twelfth-century German verse homiliary. Amsterdam: Rodopi, 2004.
- Warnke, Frank J. (1972). „Dutch poetry”.  Ур.: Alex Preminger. Princeton Encyclopedia of Poetry and Poetics. Frank J. Warnke, O.B. Richardson, Jr. Princeton UP. стр. 207—11.
- „Gelegenheidsgedichten, meest aangeboden aan Karel Couvrechef. Latijnse aantekeningen op de H. Hildegardis van Bingen”. lib.ugent.be. Приступљено 2020-08-28.
- Meijer, Reinder. Literature of the Low Countries: A Short History of Dutch Literature in the Netherlands and Belgium. New York: Twayne Publishers, Inc., 1971.
- Roger Cohen,  "The Media Business; Books Star on TV, but Only in France" Архивирано јул 25, 2016 на сајту , The New York Times, September 10, 1990.
- „Saying 'No thanks' to Nobel | News | al Jazeera”. Архивирано из оригинала 2016-08-11. г. Приступљено 2014-07-30.
- Jean-Michel Eloy (29—30. 11. 1996). „Chapitre Evaluer la vitalité : variétés d'oil et autres langues”. actes du Colloque international, " Evaluer la vitalité des variétés régionales du domaine d'oïl " (на језику: French). Amiens: Centre d'études picardes.
- Mf (2015-10-17). „Phlegmish & Walloony: Walloon ancestry in Wisconsin (USA)”. Phlegmish & Walloony. Приступљено 2020-01-17.
- Maurice Piron, Anthologie de la littérature wallonne, Mardaga, Liège, 1978 (661 pages)  2-8021-0024-6.
- de Reuse, Willem J. La phonologie du français de la région de Charleroi (Belgique) et ses rapports avec le wallon. La Linguistique Vol. 23, Fasc. 2. 1987.
- Hendschel, Lorint. Li Croejhete Walone Contribution à une grammaire de la langue wallonne. 2001, 2012.
- Harbert, Wayne (2007). The Germanic Languages. Cambridge University Press.
- Kooij, Jan (2009). „Dutch”.  Ур.: Comrie, Bernard. The World's Major Languages (2nd изд.). Routledge.
- „About Belgium - Language Matters”. Beer Tourism. Архивирано из оригинала 29. 06. 2018. г. Приступљено 26. 11. 2016.
- Konig, Ekkehard; van der Auwera, Johan, ур. (1994). The Germanic Languages. London & New York: Routledge.

## Spoljašnje veze
- French literature Архивирано април 19, 2016 на сајту
- Romance languages and literatures: why study French ? Архивирано април 19, 2012 на сајту
- „Internet History Sourcebooks”. sourcebooks.fordham.edu. Приступљено 2020-03-23.
- Casert, Raf (20. 2. 2005). „Belgium Bickering Over French and Dutch, Its Dual Languages”. Los Angeles Times. Приступљено 26. 11. 2016.